# Jeruzal (condado de Mińsk)
Jeruzal es un pueblo de Polonia, en Mazovia.  Se encuentra en el distrito (Gmina) de Mrozy, perteneciente al condado (Powiat) de Mińsk. Se encuentra aproximadamente  a 12 km al sur de Mrozy, a 24 km al sureste de Mińsk Mazowiecki, y a 61 km  al este de Varsovia. Su población es de 410 habitantes.

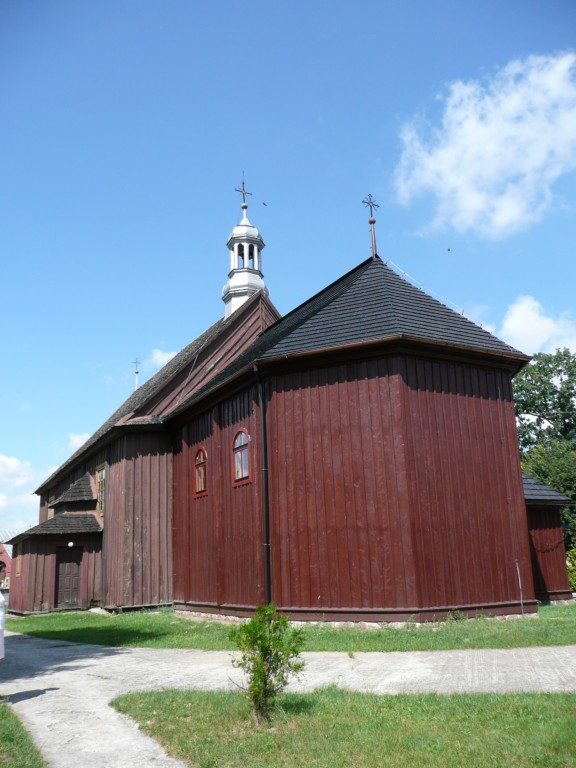
Iglesia de Jeruzal.